# Lino Rasdesales Gonzaga
Lino Rasdesales Gonzaga (1906 - 1980) là một Giám mục người Philippines của Giáo hội Công giáo Rôma. Ông nguyên là Tổng giám mục chính tòa Tổng giáo phận Zamboanga và Chủ tịch Hội đồng Giám mục Philippines. Trước đó, ông còn đảm nhận vị trí khác là Giám mục chính tòa Giáo phận Palo. Ông cũng tham dự Công đồng Vatican II, giai đoạn I (1962), với vai trò là một nghị phụ.

## Tiểu sử
Tổng giám mục Lino Rasdesales Gonzaga sinh ngày 31 tháng 5 năm 1906, tại Jaro, thuộc Philippines. Sau quá trình tu học dài hạn tại các cơ sở chủng viện theo quy định của Giáo luật, ngày 19 tháng 3 năm 1929, Phó tế Gonzaga, 23 tuổi, tiến đến việc được truyền chức linh mục.
Sau hơn 22 năm thực hiện các mục vụ tôn giáo trên cương vị là một linh mục, ngày 12 tháng 11 năm 1951, tin tức từ Tòa Thánh loan báo việc Giáo hoàn đã xác nhận việc tuyển chọn linh mục Lino Rasdesales Gonzaga, 45 tuổi, gia nhập vào Giám mục đoàn Công giáo Hoàn vũ, với vị trí được trao phó là Giám mục Chính tóa Giáo phận Palo. Lễ tấn phong cho vị giám mục tân cử được tổ chức sau đó vào ngày 28 tháng 1 năm 1952, với phần nghi thức chính yếu của việc truyền chức cử hành cách trọng thể bởi 3 giáo sĩ cấp cao. Chủ phong cho tân giám mục là Tổng giám mục Egidio Vagnozzi, Sứ thần Tòa Thánh tại Philippines. Hai vị còn lại, với vai trò phụ phong, gồm có Giám mục Manuel Mascariñas y Morgia, Giám mục chính tòa Giáo phận Tagbilaran và Giám mục Miguel Acebedo y Flores, Giám mục Giáo phận Calbayog. Tân giám mục chọn cho mình châm ngôn:Trust in the Lord.
Sau 15 năm coi sóc Giáo phận Palo, Tòa Thánh có quyết định thuyên chuyển Giám mục Lino Rasdesales Gonzaga đến nhiệm sở mới, thăng Tổng giám mục, chuyển đến Tổng giáo phận Zamboanga, vị trí Tổng giám mục chính tòa. Quyết định nói trên được cho công bố rộng rãi vào ngày 12 tháng 8 năm 1966.
Ngoài các chức danh chính thức do Tòa Thánh bổ nhiệm, Tổng giám mục Gonzaga còn đảm nhận vai trò Chủ tịch Hội đồng Giám mục Philippines từ năm 1966 đến năm 1970.
Sau 7 năm tại vị trí Tổng giám mục, ông từ nhiệm và được Tòa Thánh chấp thuận vào ngày 25 tah1ng 8 năm 1973. Tổng giám mục Gonzaga qua đời ngày 15 tháng 8 năm 1980, thọ 74 tuổi.